# HMS Black Prince (1904)
Pour les autres navires du même nom, voir HMS Black Prince.
Le HMS Black Prince est un croiseur cuirassé de classe Duke of Edinburgh construit pour la Royal Navy en 1904. Au début de la Première Guerre mondiale, il participe à la poursuite des SMS Goeben et Breslau avant d'être transféré à la Grand Fleet fin 1914. En 1916, il participe alors à la bataille du Jutland, et après s'être éloigné de la bataille sous un déluge de feu, il est coulé durant la nuit par le feu roulant de trois cuirassés allemands.

## Conception
Le HMS Black Prince, lancé grâce au 1902/03 Programme, fait partie des deux premiers navires de la classe Duke of Edinburgh. Ce sont les deux premiers conçus par l'ingénieur naval Philip Watts, marquant un changement significatif de style par rapport aux croiseurs cuirassés précédents. De plus, les restrictions de taille sont finalement abandonnées au profit d'un déplacement accru, permettant des améliorations de l'armement, du blindage et de la puissance des machines.

## Histoire

### La poursuite duGoebenet duBreslau
Le HMS Black Prince est lancé le 8 novembre 1904. En août 1914, peu avant que la Première Guerre mondiale n'éclate, il fait partie des quatre croiseurs cuirassés de la 1re escadre de croiseurs (en) de la Mediterranean Fleet, avec les HMS Warrior, Duke of Edinburgh et Defence, ce dernier étant le navire amiral du contre-amiral Troubridge. Le 3 août, Winston Churchill donne ordre à celui-ci de suivre le SMS Goeben et de se tenir prêt à agir en cas de déclaration de guerre. Cependant, il est demandé à Troubridge de ne pas engager de force supérieure en nombre. Le SMS Goeben quitte ainsi Messine le 6 août, et Troubridge le suit dans la nuit, accompagné de huit destroyers. Néanmoins, différentes incompréhensions entre l'Amirauté et Troubridge, et la considération de celui-ci de la supériorité du blindage et de la vitesse du navire allemand font qu'au final aucun navire n'engage le combat.

### La bataille du Jutland
En janvier 1915, la 1re escadre de croiseurs rejoint la Grand Fleet, sous les ordres du contre-amiral Arbuthnot. Le Black Prince participe ainsi à la bataille du Jutland le 31 mai 1916. Avant-garde de la Grand Fleet aux ordres de l'amiral Jellicoe, l'escadre de croiseurs rencontre le IIe groupe de reconnaissance allemand. Subissant le feu roulant des cuirassés allemands, le Black Prince s'éloigne du champ de bataille. Durant la nuit, alors que l'escadre de Scheer essaie de fuir la flotte britannique dans l'obscurité, le croiseur lance un signal de reconnaissance visuel. Pour toute réponse, il reçoit un déluge de feu de la part de trois cuirassés allemands, les SMS Thüringen, Ostfriesland et Friedrich der Große. Ses cheminées sont arrachées par les tirs, et le navire prend feu rapidement. Finalement, l'incendie atteint la sainte barbe, et le Black Prince explose dans une énorme gerbe de feu, emportant avec lui la totalité de son équipage, tandis que l'escadre de Scheer échappe aux Britanniques.